# 巴里亚诺
巴里亚诺（義大利語：Bariano），是意大利贝加莫省的一个市镇。总面积7.04平方公里，人口4396人，人口密度624.4人/平方公里（2009年）。国家统计（ISTAT）代码为016020。